# ماريا هوستاتير
ماريا هوستاتير (بالألمانية: Maria Hofstätter)‏ (و. 1964  م) هي ممثلة مسرحية، وممثلة أفلام نمساوية، ولدت في لينتس.

## جوائز
حصلت على جوائز منها:
- جائزة الفيلم النمساوية [الإنجليزية]‏.

## وصلات خارجية
- ماريا هوستاتير على موقع IMDb (الإنجليزية)
- ماريا هوستاتير على موقع ألو سيني (الفرنسية)
- ماريا هوستاتير على موقع أول موفي (الإنجليزية)
- ماريا هوستاتير على موقع قاعدة بيانات الأفلام السويدية (السويدية)
- ماريا هوستاتير على موقع قاعدة بيانات الفيلم (الإنجليزية)
- ماريا هوستاتير على موقع كينوبويسك (الروسية)